# Priapulimorpha
Priapulimorpha, làm một trong ba lớp còn tồn tại của ngành Priapulida. Nó chứa một bộ duy nhất là Priapulimorphida.